# شارع أمين سامي باشا
 شارع أمين سامي باشا هو شارع في وسط القاهرة بالقرب من شارع المبتديان في منطقة المنيرة و الشارع مسمى باسم أمين باشا سامى
و من أبرز المعالم الموجودة بالشارع المركز الثقافى الفرنسى بالقاهرة و المعروف بمركز المنيرة تمييزا له عن الفروع الأخرى للمركز الثقافى الفرنسى حيث يوجد فرع آخر في مصر الجديدة و ثالث في الإسكندرية.